# ترا وین
ترا وین (به لاتین: Trà Vinh) یک سکونتگاه مسکونی در ویتنام است که در استان ترا وین واقع شده‌است.